# Liste der Monuments historiques in Barisey-la-Côte
Die Liste der Monuments historiques in Barisey-la-Côte führt die Monuments historiques in der französischen Gemeinde Barisey-la-Côte auf.

## Liste der Immobilien
| Bezeichnung             | Beschreibung                                                             | Standort               | Kennzeichnung | Schutzstatus | Datum | Bild           |
| ----------------------- | ------------------------------------------------------------------------ | ---------------------- | ------------- | ------------ | ----- | -------------- |
| Kirche St-Jean-Baptiste | Turm und Portal, 12. Jahrhundert, Chor, 13. Jahrhundert, Schiff von 1820 | Rue de l’Église (Lage) | PA00105996    | Inscrit      | 1926  | weitere Bilder |

## Liste der Objekte
| Bezeichnung | Beschreibung                                | Standort                              | Kennzeichnung | Schutzstatus | Datum | Bild |
| ----------- | ------------------------------------------- | ------------------------------------- | ------------- | ------------ | ----- | ---- |
| Altarrelief | Holz, farbig gefasst und vergoldet, um 1725 | in der Kirche St-Jean-Baptiste (Lage) | PM54000029    | Classé       | 1983  |      |